# Lamyaa Bekkali
Lamyaa Bekkali (sinh ngày 10 tháng 5 năm 1989) là một học viên taekwondo người Maroc.
Cô đã giành được huy chương bạc ở hạng bantamweight  tại Giải vô địch Taekwondo thế giới 2011, sau khi bị đánh bại bởi Ana Zaninović trong trận chung kết. Thành tích của cô tại Giải vô địch Taekwondo châu Phi bao gồm huy chương vàng năm 2009 và 2010, và huy chương đồng năm 2014.